# Wysszaja Chokkiejnaja Liga (2022/2023)
Sezon WHL 2022/2023 – trzynasty sezon rosyjskich rozgrywek Wyższej Hokejowej Ligi rozgrywany na przełomie 2022 i 2023.

## Uczestnicy
W porównaniu do poprzedniego sezonu ubyła drużyna CSK WWS Samara, która w edycji WHL 2021/2022 zajęła ostatnie miejsce, po czym została przeniesiona do WHL-B. Poza tym zespół HK Riazań został przemianowany na HK Riazań-WDW.
| Klub                    | Miasto             | Rok zał. | Rok doł. | Lodowisko                     | Pojem- ność |
| ----------------------- | ------------------ | -------- | -------- | ----------------------------- | ----------- |
| AKM Tuła                | Tuła               | 2021     | 2021     | Ledowyj Dworiec               | 3000        |
| Bars Kazań              | Kazań              | 2009     | 2014     | Dworiec Sporta                | 3523        |
| Buran Woroneż           | Woroneż            | 1977     | 2012     | DS Jubilejnyj                 | 3040        |
| Chimik Woskriesiensk    | Woskriesiensk      | 1953     | 2015     | LDS Podmoskowje               | 4000        |
| Czełmiet Czelabińsk     | Czelabińsk         | 1949     | 2010     | DS Junost′                    | 3500        |
| Dinamo Sankt Petersburg | Petersburg         | 2013     | 2016     | SK Jubilejnyj                 | 7600        |
| Dizel Penza             | Penza              | 1948     | 2010     | SZK Dizel-Arena               | 5500        |
| Gorniak-UGMK            | Wierchniaja Pyszma | 2012     | 2017     | LA MAU                        | 1100        |
| Iżstal Iżewsk           | Iżewsk             | 1958     | 2010     | LD Iżstal                     | 3190        |
| Jermak Angarsk          | Angarsk            | 1959     | 2010     | DS Jermak                     | 7000        |
| Jugra Chanty-Mansyjsk   | Chanty-Mansyjsk    | 2006     | 2018     | Arena Jugra                   | 5500        |
| Jużnyj Urał Orsk        | Orsk               | 1959     | 2010     | DS Jubilejnyj                 | 4500        |
| Łada Togliatti          | Togliatti          | 1976     | 2018     | Łada Arena                    | 6000        |
| Mietałłurg Nowokuźnieck | Nowokuźnieck       | 1949     | 2017     | DS Kuznieckich Mietałłurgow   | 7533        |
| Mołot Perm              | Perm               | 1948     | 2010     | UDS Mołot im. W.N. Lebiediewa | 6000        |
| Nieftianik Almietjewsk  | Almietjewsk        | 1965     | 2010     | DS Jubilejnyj                 | 2200        |
| Omskie Krylja           | Omsk               | 2021     | 2021     | Akademia Awangardy            |             |
| HK Riazań-WDW           | Riazań             | 1999     | 2010     | DS Olimpijskij                | 2825        |
| HK Rostów               | Rostów nad Donem   | 2013     | 2015     | SRK Ajs-Ariena                | 458         |
| Rubin Tiumeń            | Tiumeń             | 1959     | 2010     | SK Dworiec Sporta             | 3346        |
| SKA-Niewa               | Petersburg         | 2008     | 2010     | SK Chokkiejnyj Gorod          | 1418        |
| Sokoł Krasnojarsk       | Krasnojarsk        | 1977     | 2011     | Platinum Arena                | 7000        |
| HK Tambow               | Tambow             | 2000     | 2018     | LDS Kristałł                  | 1500        |
| Toros Nieftiekamsk      | Nieftiekamsk       | 1987     | 2010     | Nieftiekamski LDS             | 2000        |
| Zauralje Kurgan         | Kurgan             | 1993     | 2010     | LDS im. N.W. Paryszewa        | 2500        |
| Zwiezda Moskwa          | Moskwa             | 2015     | 2015     | LSK CSKA im. W.M. Bobrowa     | 5600        |

Skróty:

DS – Dworzec Sportu, KS – Kompleks Sportowy, LA – Lodowa Arena, LD – Lodowy Dworzec, LDS – Lodowy Dworzec Sportu, LSK – Lodowy Sportowy Kompleks, SK – Sportowy Kompleks, SRK / SZK – Sportowo-Rozrywkowy Kompleks, UDS – Uniwersalny Dworzec Sportu.

## Sezon zasadniczy
W sezonie zasadniczym przewidziano dla każdej z drużyn rozegranie 50 spotkań. W meczu otwarcia 3 września 2022 o godzinie 15:00 czasu lokalnego zmierzyły się Rubin Tiumeń i Jugra Chanty-Mansyjsk. Natomiast w ostatnim meczu sezonu zasadniczego HK Rostów podjął Jugrę Chanty-Mansyjsk. To spotkanie odbyło się 17 lutego 2023 roku o godzinie 19:30 czasu lokalnego. Pierwsze miejsce w sezonie zasadniczym zajęła drużyna Jugry Chanty-Mansyjsk i otrzymała Puchar Jedwabnego Szlaku.

## Faza play-off
Do fazy play-off przewidziano kwalifikację 16 drużyn. Pary dla każdego etapu play-offów tworzone są według następującej zasady: najwyższej rozstawiona drużyna gra z najniżej rozstawioną, druga z przedostatnią i tak dalej. Wszystkie serie play-off rozgrywane są do czterech zwycięstw, maksymalna liczba meczów w serii to siedem. Pierwsze spotkania zostaną rozegrane 21 lutego 2023 roku, natomiast zdobywcę Pucharu Pietrowa powinniśmy poznać najpóźniej 30 kwietnia 2023 roku.
W rywalizacji finałowej Chimik Woskriesiensk (startujący z 9 miejsca) pokonał Sokoł Krasnojarsk w meczach 4:0. Triumfatorzy wygrali Puchar Pietrowa i złoty medal WHL, pokonani otrzymali srebrny medal, a brązowy medal przyznano Mietałłurgowi Nowokuźnieck.